# Гигабит
Гигабит се користи као јединица мере података у рачунарству и износи било 1000 или 1024 мегабита, што зависно од интерпретације може да буде:
- 1.000.000.000 бита (109, милијарду) - по СИ систему
- 1.073.741.824 бита (230) - по „бинарним“ умношцима (гибибит)